# Angelos Terzakis
Angelos Terzakis (în greacă Άγγελος Τερζάκης; n. 16 februarie 1907, Nafplio, Peloponez, Grecia de Vest și Insulele Ionice⁠(d), Grecia – d. 3 august 1979, Atena, Grecia) a fost un scriitor grec al „Generației anilor ’30⁠(d)”. A scris povestiri, romane și piese de teatru.

## Viața
S-a născut la Nauplion în 1907 și a locuit acolo până în 1915, când s-a mutat la Atena, unde a terminat școala și a studiat dreptul la Universitatea din Atena. Și-a făcut prima apariție în literatura greacă în 1925 cu volumul de nuvele Uitații (Ο Ξεχασμένος). A luat parte la războiul din 1940 și a documentat această experiență în unele dintre nuvele sale și mai ales în cartea sa April (Απρίλης). În 1969 a primit premiul de excelență literară (Αριστείο Γραμμάτων) al Academiei din Atena.
A murit la 3 august 1979 la Atena. Fiul său, Dimitri Terzakis⁠(d), este un compozitor remarcat.

## Opera

### Romane
- Prizonieri (Δεσμώτες, 1932)
- Declinul familiei Skleros (Η παρακμή των Σκληρών, 1933)
- Orașul violet (Η Μενεξεδένια Πολιτεία, 1937)
- Prințesa Isabeau (Η πριγκηπέσσα Ιζαμπώ, 1945)[3]
- Călătorie cu Esperus (Ταξίδι με τον Έσπερο, 1946)
- Amurgul oamenilor (Το λυκόφως των ανθρώπων, 1947)
- Fără Dumnezeu (Δίχως Θεό, 1951)
- Viața secretă (Η μυστική ζωή, 1957)
- Romanul celor patru (Το Μυθιστόρημα των Τεσσάρων, 1958) (scris împreună cu Karagatsis, Myrivilis și Venezis)

### Proză scurtă
- Cei uitați (Ο ξεχασμένος, 1925)
- Simfonia de toamnă (Φθινοπωρινή συμφωνία, 1929)
- De dragoste și de moarte (Του έρωτα και του θανάτου, 1943)
- Aprilie (Απρίλης, 1946)
- Afecțiune (Η στοργή, 1944)

### Piese de teatru
- Împăratul Mihai (Αυτοκράτωρ Μιχαήλ, 1936)
- Marșul nunții (Γαμήλιο Εμβατήριο, 1937)
- Crucea și sabia (Ο σταυρός και το σπαθί, 1939)
- Iloții (Είλωτες, 1939)
- Maestrul (Ο εξουσιαστής, 1942)
- Marele joc (Το μεγάλο παιχνίδι, 1944)
- Pur (Αγνή, 1949)
- Theofano (Θεοφανώ, 1956)
- Noapte în Marea Mediterană (Νύχτα στη Μεσόγειο, 1957)
- Răscumpărarea fericirii (Τα λύτρα της ευτυχίας, 1959)
- Toma cel cu două suflete (Θωμάς ο δίψυχος, 1962)
- Strămoșul (Ο πρόγονος, 1970)